# Bobby Vinton
Stanley Robert Vinton, Jr. (Canonsburg, Pensilvânia, 16 de abril de 1935) conhecido popularmente por Bobby Vinton, é um cantor estadunidense de pop.

## Biografia
Vinton nasceu em Canonsburg, Pensilvânia. Filho único de Stan Vinton, um popular músico local. Aos 16 anos formou sua primeira banda, tocando em clubes na região de Pittsburgh. Economizando o dinheiro que ganhava nas apresentações, conseguiu financiar seus estudos na Universidade Duquesne, onde estudou música e formou-se em composição musical. Nessa época já demonstrava grande talento para tocar vários instrumentos entre eles, piano, clarinete, saxofone, trompete, bateria e oboé.

## Carreira

### Anos 1960

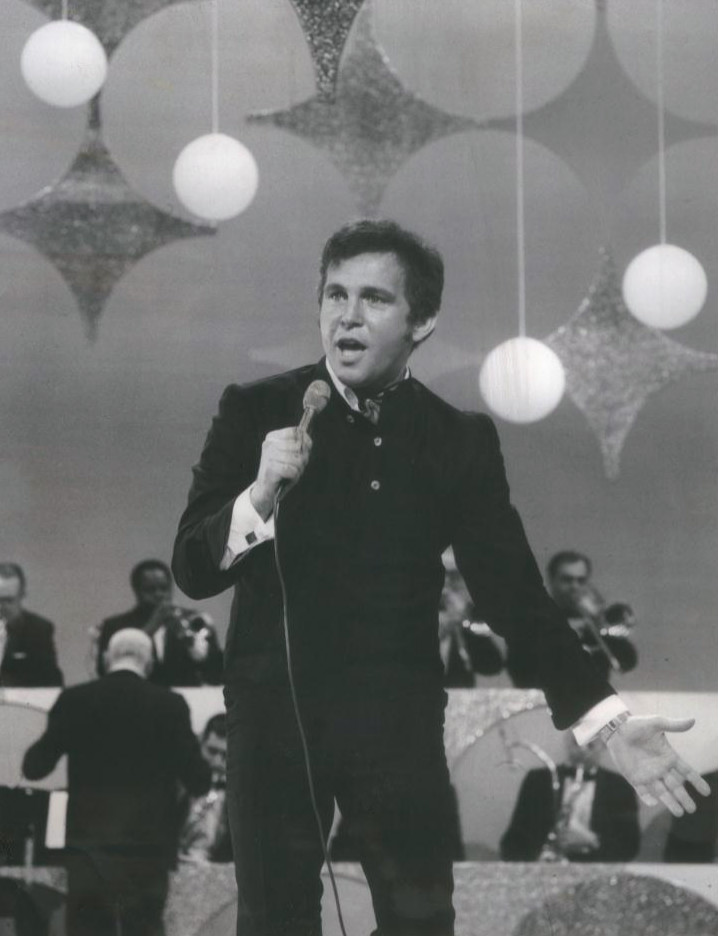
Bobby Vinton tocando no programa de televisão The Ed Sullivan Show.

Após dois anos servindo o exército, Vinton foi contratado pela gravadora Epic Records em 1960. Seu primeiro grande hit foi "Roses Are Red (My Love)" (1962). Esse single lançou o cantor na carreira solo, permaneceu quatro semanas no topo da Billboard Hot 100 e vendeu mais de quatro milhões de cópias. Em 1963, Vinton repete a façanha, dessa vez com "Blue Velvet", considerada sua canção mais famosa. Em 1986, David Lynch nomeou seu filme Blue Velvet, em homenagem à canção de Vinton. Em 1964, Vinton tinha duas canções no topo das paradas, "There! I've Said It Again" e "Mr. Lonely". Esta última foi escrita pelo cantor quando ele servia o exército no final da década de 1950. "Mr. Lonely" foi gravada em 1962 e incluída no álbum "Roses Are Red". No entanto, Vinton apostava no êxito da canção e insistiu que a gravadora Epic fizesse o lançamento de "Mr. Lonely" como um single, mas não foi o que aconteceu. Finalmente, em 1962, a Epic decidiu lançar "Mr. Lonely", porém na voz de outro cantor popular da época, Buddy Greco. O resultado não foi o esperado e a canção obteve um desempenho fraco nas paradas. Em 1964, Vinton convenceu a gravadora a incluir "Mr. Lonely" em seu LP "Bobby Vinton Greatest Hits". Em pouco tempo, os DJs começaram a tocar a canção, isso provocou uma demanda pelo single e a gravadora teve que lançar "Mr. Lonely" que, no final de 1964, já era número 1 nas paradas. Devido ao grande sucesso, a Epic lançou um LP chamado "Bobby Vinton Mr. Lonely". A música continua a produzir lucro para seu autor, passados 45 anos desde que chegou ao número 1. Em 2007, Harmony Korine nomeou seu filme Mister Lonely em homenagem à canção, a mesma serviu de base para o sucesso de Akon, "Lonely".
A versão de Vinton para "There! I've Said It Again" foi notável por ser seu último single número 1 na Billboard antes da chegada do fenômeno: The Beatles. "There! I've Said It Again" perdeu a primeira posição para "I Want to Hold Your Hand". Contudo, as gravações de Vinton continuaram bem posicionadas nas paradas durante a chamada "Invasão Britânica".
Em 1965 Vinton lança "L-O-N-E-L-Y". "Long Lonely Nights" chega à posição 12 e origina o álbum "Bobby Vinton Sings For Lonely Nights". Em 1966 outro hit de autoria de Vinton, "Coming Home Soldier", tornou-se a canção preferida dos soldados durante a Guerra Fria e a Guerra do Vietnã. No ano de 1967 é lançado "Please Love Me Forever" que vendeu acima de um milhão de cópias e ficou em sexto lugar na Billboard. Em 1968 outro hit, "I Love How You Love Me", este alcançou a sétima posição na Billboard e também vendeu mais de um milhão de cópias, além de ser premiado com Disco de ouro pela RIAA.

### Anos 1970

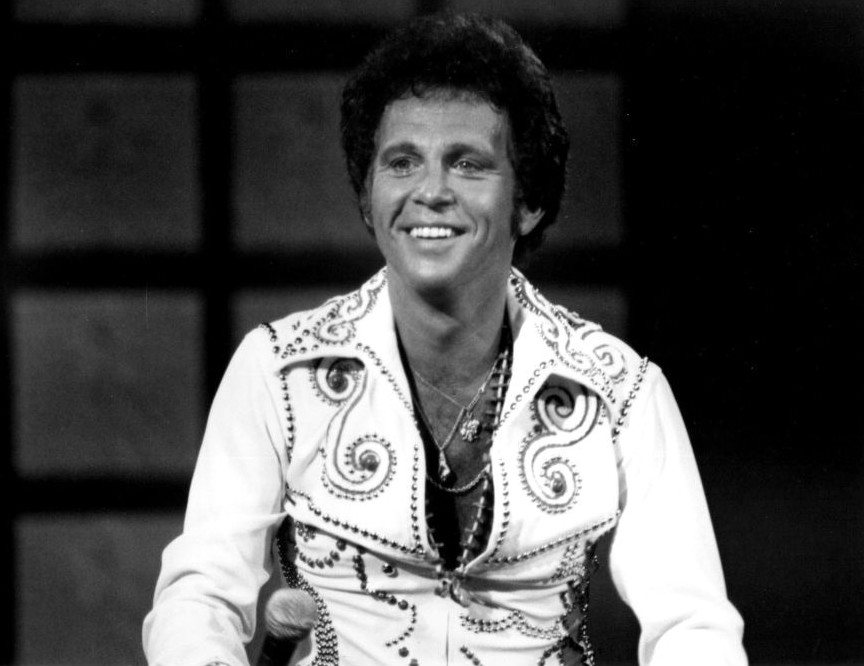
Bobby Vinton no Miss USA de 1977.

Nos anos 1970, o "príncipe polonês" (apelido que recebeu após gravar a canção My Melody of Love ) continuou a alcançar o Top 40, com destaque para "Ev'ry Day of My Life" que ficou na décima oitava colocação em janeiro e "Sealed with a Kiss", décima quarta colocada em junho de 1972. Apesar do sucesso dessas duas canções, a gravadora Epic decidiu romper o contrato com Vinton alegando que seus dias de recordes de vendas tinham acabado. Determinado, Vinton gastou US$ 50 000 de seu próprio dinheiro em uma canção de sua autoria cantada parcialmente em polonês: "My Melody of Love" (Moja droga, ja cię kocham). Após Vinton ser rejeitado por sete grandes gravadoras, a ABC Records comprou sua ideia, e o resultado foi um single que vendeu milhões de cópias e atingiu a segunda posição no Cashbox Top 100 da Billboard e a primeira posição na parada da Hot Adult Contemporary Tracks de 1974. Um álbum de ouro, Melodies of Love, seguido por mais canções no Top 40 ("Beer Barrel Polka" e "Dick And Jane" em 1975), Vinton também ganhou um programa de meia hora chamado The Bobby Vinton Show (que foi ao ar de 1975 a 1978), usando "My Melody of Love" como tema, a ABC Records posteriormente lançou um álbum de canções executadas no programa. Em 1978, a CBS exibiu Bobby Vinton's Rock N' Rollers um especial de uma hora que alcançou bons índices de audiência. No início da década, ele também atuou em dois filmes de John Wayne: Big Jake (1971) e The Train Robbers (1973).

## Honrarias e realizações
Ele era dono do Bobby Vinton Blue Velvet Theatre, localizado em Branson, Missouri. Em 2002, o teatro foi vendido para David King, criador e produtor do Spirit of the Dance. Anualmente, Vinton retorna para Branson atendendo aos convites para apresentar-se no teatro.
A revista Billboard chamou Bobby Vinton de "o cantor romântico mais bem sucedido de todos os tempos da era do rock" De 1962 até 1972, Vinton teve mais hits no topo da Billboard do que qualquer outro vocalista masculino, incluindo Elvis Presley e Frank Sinatra. Em reconhecimento a sua carreira e gravações, Bobby Vinton tem uma estrela na Calçada da Fama na 6916 Hollywood Boulevard.

## Discografia

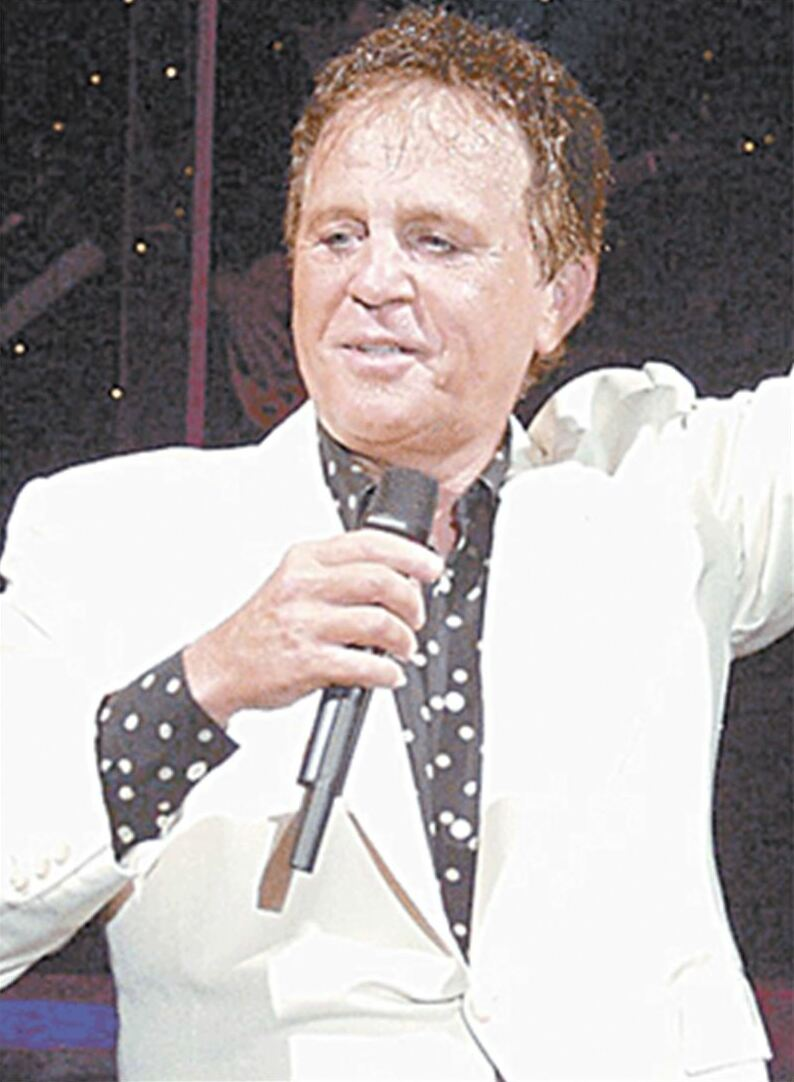
Bobby Vinton em 2004.

### Álbuns de estúdio
- 1961: Dancing at the Hop
- 1961: Bobby Vinton Plays for His Li'l Darlin's
- 1962: Roses Are Red
- 1962: Bobby Vinton Sings the Big Ones
- 1963: The Greatest Hits of the Golden Groups
- 1963: Blue on Blue (relançado como Blue Velvet depois do sucesso de mesmo nome)
- 1964: There! I've Said It Again
- 1964: Tell Me Why
- 1964: A Very Merry Christmas
- 1965: Mr. Lonely
- 1965: Bobby Vinton Sings for Lonely Nights
- 1965: Drive-In Movie Time
- 1966: Bobby Vinton Sings Satin Pillows and Careless
- 1966: Country Boy
- 1967: Bobby Vinton Sings the Newest Hits
- 1967: Please Love Me Forever
- 1968: Take Good Care of My Baby
- 1968: I Love How You Love Me
- 1969: Vinton
- 1970: My Elusive Dreams
- 1970: Sounds of Love (on sax)
- 1972: Ev'ry Day of My Life
- 1972: Sealed With a Kiss
- 1974: Melodies of Love
- 1975: Heart of Hearts
- 1975: The Bobby Vinton Show
- 1976: Serenades of Love
- 1976: Party Music - 20 Hits
- 1977: The Name Is Love
- 1978: Bobby Vinton
- 1979: 100 Memories
- 1980: Encore
- 1981: Polka Album
- 1987: Santa Must Be Polish
- 1989: Timeless

### Álbuns ao vivo
- 1966: Live at the Copa

### Compilações
- 1964: Bobby Vinton's Greatest Hits
- 1966: More of Bobby's Greatest Hits
- 1969: Bobby Vinton's Greatest Hits of Love
- 1970: Vinton Sings Vinton
- 1971: Love Album
- 1971: To Each His Own
- 1972: Bobby Vinton's All-Time Greatest Hits
- 1973: Bobby Vinton Treasury
- 1974: With Love
- 1974: The Many Moods of Bobby Vinton
- 1974: The Many Moods of Bobby Vinton in Love
- 1975: Bobby Vinton Sings the Golden Decade of Love
- 1976: K-Tel Presents Bobby Vinton - 20 Greatest Hits
- 1978: Autumn Memories
- 1979: Spring Sensations
- 1979: Summer Serenades
- 1979: Million Selling Records of Bobby Vinton
- 1980: My Song
- 1981: Bobby Vinton's Greatest Hits
- 1983: His Heart-Touching Magic
- 1985: The Best of Bobby Vinton
- 1985: Ballads of Love
- 1988: Bobby Vinton
- 1991: 16 Most Requested Songs

### Singles
| Ano  | Título                               | Álbum                                         |
| ---- | ------------------------------------ | --------------------------------------------- |
| 1962 | "Roses Are Red (My Love)"            | Roses Are Red                                 |
| 1962 | "Rain Rain Go Away"                  | Bobby Vinton Sings the Big Ones               |
| 1962 | "I Love You the Way You Are"         | Bobby Vinton Sings the Big Ones               |
| 1963 | "Trouble Is My Middle Name"          | Bobby Vinton's Greatest Hits                  |
| 1963 | "Let's Kiss and Make Up"             | Bobby Vinton's Greatest Hits                  |
| 1963 | "Over the Mountain (Across the Sea)" | The Greatest Hits of the Golden Groups        |
| 1963 | "Blue on Blue"                       | Blue on Blue                                  |
| 1963 | "Blue Velvet"                        | Blue on Blue                                  |
| 1964 | "There! I've Said It Again"          | There! I've Said It Again                     |
| 1964 | "My Heart Belongs to Only You"       | There! I've Said It Again                     |
| 1964 | "Tell Me Why"                        | Bobby Vinton's Greatest Hits                  |
| 1964 | "Clinging Vine"                      | More of Bobby's Greatest Hits                 |
| 1964 | "Mr. Lonely"                         | Roses Are Red                                 |
| 1964 | "The Bell That Couldn't Jingle"      | A Very Merry Christmas                        |
| 1964 | "Dearest Santa"                      | A Very Merry Christmas                        |
| 1965 | "Long Lonely Nights"                 | Bobby Vinton Sings for Lonely Nights          |
| 1965 | "L-O-N-E-L-Y"                        | Bobby Vinton Sings for Lonely Nights          |
| 1965 | "Theme from 'Harlow' (Lonely Girl)"  | Drive-In Movie Time                           |
| 1965 | "What Color (Is a Man)"              | More of Bobby's Greatest Hits                 |
| 1966 | "Satin Pillows"                      | Bobby Vinton Sings Satin Pillows and Careless |
| 1966 | "Petticoat White (Summer Sky Blue)"  | Bobby Vinton Sings Satin Pillows and Careless |
| 1966 | "Dum-De-Da"                          | More of Bobby's Greatest Hits                 |
| 1966 | "Tears"                              | More of Bobby's Greatest Hits                 |
| 1967 | "Coming Home Soldier"                | Bobby Vinton Sings the Newest Hits            |
| 1967 | "Please Love Me Forever"             | Please Love Me Forever                        |
| 1968 | "Just as Much as Ever"               | Please Love Me Forever                        |
| 1968 | "Take Good Care of My Baby"          | Take Good Care of My Baby                     |
| 1968 | "Halfway to Paradise"                | I Love How You Love Me                        |
| 1968 | "I Love How You Love Me"             | I Love How You Love Me                        |
| 1969 | "To Know You Is to Love You"         | Vinton                                        |
| 1969 | "The Days of Sand and Shovels"       | Vinton                                        |
| 1970 | "No Arms Can Ever Hold You"          | Vinton                                        |
| 1970 | "My Elusive Dreams"                  | My Elusive Dreams                             |
| 1972 | "Ev'ry Day of My Life"               | Ev'ry Day of My Life                          |
| 1972 | "Sealed With a Kiss"                 | Sealed With a Kiss                            |
| 1974 | "My Melody of Love"                  | Melodies of Love                              |
| 1975 | "Beer Barrel Polka"                  | Heart of Hearts                               |
| 1976 | "Save Your Kisses for Me"            | Serenades of Love                             |
| 1976 | "Moonlight Serenade"                 | Serenades of Love                             |
| 1977 | "Only Love Can Break a Heart"        | The Name Is Love                              |
| 1979 | "Make Believe It's Your First Time"  | Encore                                        |
| 1983 | "You Are Love"                       | The Name Is Love                              |
| 1989 | "It's Been One of Those Days"        | Timeless                                      |
| 1989 | "Please Tell Her That I Said Hello"  | Timeless                                      |
| 1989 | "The Last Rose"                      | Timeless                                      |

## Na cultura popular
Durante o segundo episódio da quarta temporada do seriado ''Um Maluco do Pedaço'', o personagem Carlton Banks (Alfonso Ribeiro) dança ao som da canção ''Mr. Lonely'', composta e gravada por Vinton.